# Encheloclarias tapeinopterus
Encheloclarias tapeinopterus es una especie de pez de la familia Clariidae en el orden de los Siluriformes.

## Morfología
• Los machos pueden llegar alcanzar los 12,4 cm de longitud total.

## Distribución geográfica
Se encuentra en Sumatra (Indonesia ).